# Мартінс Володимир Іванович
Володимир Іванович Мартінс (25 березня 1937, село Полобиці, тепер Волосовського району Ленінградської області, Російська Федерація — ?) — радянський діяч, ланковий радгоспу «Труд» Волосовського району Ленінградської області. Член ЦК КПРС у 1990—1991 роках.

## Життєпис
Народився в селянській родині. У 1953 році закінчив семирічну школу, в 1954 році — училище механізації сільського господарства в місті Ломоносов Ленінградської області.
У 1954—1957 роках — тракторист Бєгуницької машинно-тракторної станції (МТС) Ленінградської області.
У 1957—1959 роках — тракторист радгоспу «Рассвет» Волосовського району Ленінградської області. У 1959—1962 роках — тракторист радгоспу «Терпилиці» Волосовського району Ленінградської області.
У 1962—1967 роках — шахтар шахти «Червоний Профінтерн» міста Єнакієве Донецької області.
З 1967 року — ланковий картоплярів радгоспу «Труд» Волосовського району Ленінградської області.
Член КПРС з 1973 року.
Подальша доля невідома.